# Ардженто, Азия
Азия Ария Анна Мария Виттория Росса Ардженто (итал. Asia Aria Anna Maria Vittoria Rossa Argento; род. 20 сентября 1975) — итальянская актриса, кинорежиссёр, сценарист, писательница и певица.

## Биография
Дочь итальянского кинорежиссёра Дарио Ардженто и актрисы Дарии Николоди.
При рождении была зарегистрирована под именем Ария, поскольку действующее законодательство не позволяло использовать географические наименования в качестве имен собственных. После изменения законодательства в 1980 году имя «Азия» распространилось по всей Италии.
Ардженто является единокровной сестрой актрисы и модельера Фиореллы Фьоре, родившейся в 1970 г. от предыдущего брака её отца с Марисой Казале. Помимо Фьоре имела ещё одну единоутробную сестру, Анна Чероли Николоди, родившуюся в 1972 году от связи её матери и скульптора Марио Чероли, и погибшую в 1994 году в автокатастрофе.
Начала сниматься с 9 лет в телефильмах. В 1992 году Ардженто играла в фильме Микеле Плачидо «Сердечные друзья». В следующем году она появилась в картине своего отца «Травма». В 1994 году за роль в фильме Карло Вердоне «Не будем больше встречаться» (итал. Perdiamoci di vista!) актриса получила итальянскую национальную кинопремию «Давид ди Донателло» как лучшая актриса. Годом позже ей досталась роль Шарлотты де Сов в скандальной ленте «Королева Марго». Второй раз Ардженто была награждена в 1997 году за роль в картине Петера дель Монте «Попутчица».
В 1994 году состоялся режиссёрский дебют Ардженто, она сняла две короткометражные ленты «Prospettive» и «A ritroso». В 1996 году вышел документальный фильм об отце Дарио Ардженто. В 1998 году Ардженто сняла фильм об Абеле Феррара (приз на Римском кинофестивале). С 1998 года начала играть в американском кино, снявшись в фильме «Отель „Новая Роза“» Абеля Феррары.
В 2000 году вышел первый полнометражный художественный фильм Ардженто «Пурпурная дива», в котором она исполнила главную роль. Эта драматическая лента с элементами эротики повествует о 24-летней кинозвезде Анне Батисте, чья жизнь представляет собой череду новых любовников и постоянных тусовок. Так продолжается до тех пор, пока Анна не находит свою любовь.
2004-й год ознаменовался вторым полнометражным фильмом Азии Ардженто — экранизацией скандального автобиографического романа американского автора Джея Ти Лероя «Цыпочки». Он посвящён судьбе 6-летнего мальчика Джереми, который живёт со своей матерью-проституткой, роль которой исполнила сама Ардженто. Она ведёт распутный образ жизни, регулярно меняя любовников и экспериментируя с наркотиками. Роль одного из её любовников исполнил американский шок-рокер Мэрилин Мэнсон. Помимо этого, в фильме приняли участие Питер Фонда, Орнелла Мути и Вайнона Райдер.
В 2006 году Азия Ардженто была приглашена на роль мадам Дюбарри в ленте Софии Копполы «Мария-Антуанетта».
В 2014 году вышел очередной полнометражный фильм Азии «Пойми меня, если сможешь». Картина рассказывает о девочке по имени Ариа, эксцентричные родители которой постоянно скандалят и не обращают ни малейшего внимания на свою дочь. Над музыкой к фильму работал лидер британской альтернативной рок-группы Placebo Брайан Молко, с которым несколькими годами ранее Азия исполнила песню Сержа Генсбура «Je t’aime… moi non plus».
Также Ардженто является автором рассказов, опубликованных в ряде итальянских журналов.
В январе 2021 года вышла автобиографическая книга Азии Ардженто «Anatomia di un cuore salvaggio» (Анатомия дикого сердца).

## Личная жизнь
По собственному признанию в 1996 году подверглась изнасилованию со стороны известного продюсера Харви Вайнштейна. Данный факт она впоследствии отразила в своем фильме 2000 года «Пурпурная дива». Об изнасиловании Азия Ардженто промолчала, так как в это время снималась в главной роли в фильме «B. Monkey» продюсированной компанией Харви Вайнштейна.
Её первенец, Анна Лу, родилась в 2001 году. Её отцом является итальянский рок-н-ролл музыкант Марко Кастолди (солист Bluvertigo), также известный как Морган. Она назвала свою дочь в честь своей сестры Анны Кероли, которая погибла в результате несчастного случая на мотоцикле.
Ардженто вышла замуж за режиссёра Мишеля Чиветта 27 августа 2008 года в Ареццо. Её второй ребёнок, Николя Джованни, родился в 2008 году в Риме. Пара развелась в 2013 году. Она и её дети живут в Вигна-Кларе, к северу от Рима.
В начале 2017 года несколько итальянских источников новостей сообщили, что Ардженто в отношениях со знаменитым шеф-поваром Энтони Бурденом. Бурден покончил жизнь самоубийством в Кайзерсберг-Виньобле, Рейн Верхний, Франция, 8 июня 2018 года.
У Азии напряжённые отношения со многими звёздами Голливуда. Наиболее конфликтна ситуация с Дженнифер Энистон, которую Азия обвиняет в том, что та не разрешила тогдашнему своему мужу Брэду Питту сниматься в фильме Азии Ардженто, подозревая его в возможной измене. Во время одной из встреч Азия запустила бокал вина в голову Дженнифер.
Азия Ардженто заявила, что выступает за права геев и однополые браки.
Впоследствии сама попала под иск об изнасиловании ею 17 летнего подростка Джимми Беннета.

## Обвинения в адрес Харви Вайнштейна
В октябре 2017 года Ардженто присоединилась к актрисам, публично осудившим американского продюсера Харви Вайнштейна за сексуальные домогательства. В частности, актриса заявила, что в 1997 году, во время вечеринки на Лазурном берегу Вайнштейн принудил её сделать ему эротический массаж и совершить оральный половой акт. Ардженто утверждала, что решила не обнародовать произошедшее сразу же из-за опасения неприятных последствий. После получения резкой критики и оскорблений в интернете и на телевидении, Ардженто объявила о своем намерении покинуть Италию. В 2018 году во время выступления на Каннском кинофестивале она подтвердила свои обвинения в адрес продюсера, заявив, что её подвергли насилию именно в Каннах, а также добавила, что виновные в неподобающем поведении по отношению к женщинам будут привлечены к ответственности.
Вслед за обвинениями в адрес Вайнштейна Ардженто также публично заявила ещё о двух эпизодах сексуального домогательства в свой адрес. Когда ей было 16 лет, некий итальянский актёр и режиссёр совершил в отношении неё насильственные действия сексуального характера, обещая ей роль в своем новом трейлере. Несколько лет спустя другой, уже американский режиссёр обманом заставил её употребить наркотические вещества, после чего изнасиловал её, пока она находилась в бессознательном состоянии.
Ардженто стала одной из главных представительниц движения за права женщин «#MeToo».

## Творчество

### Фильмография

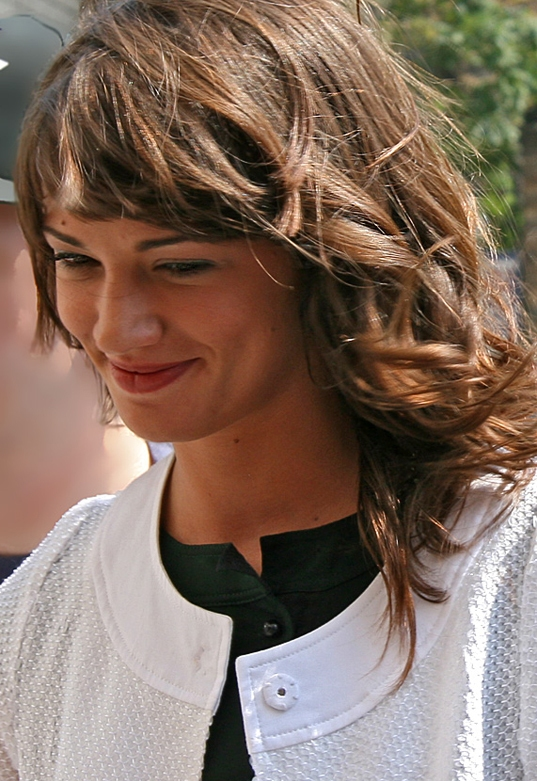
Азия Ардженто на Международном кинофестивале в Торонто 2007

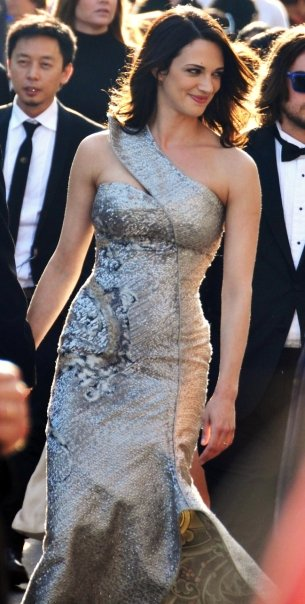
Азия Ардженто на Международном Каннском кинофестивале 2009

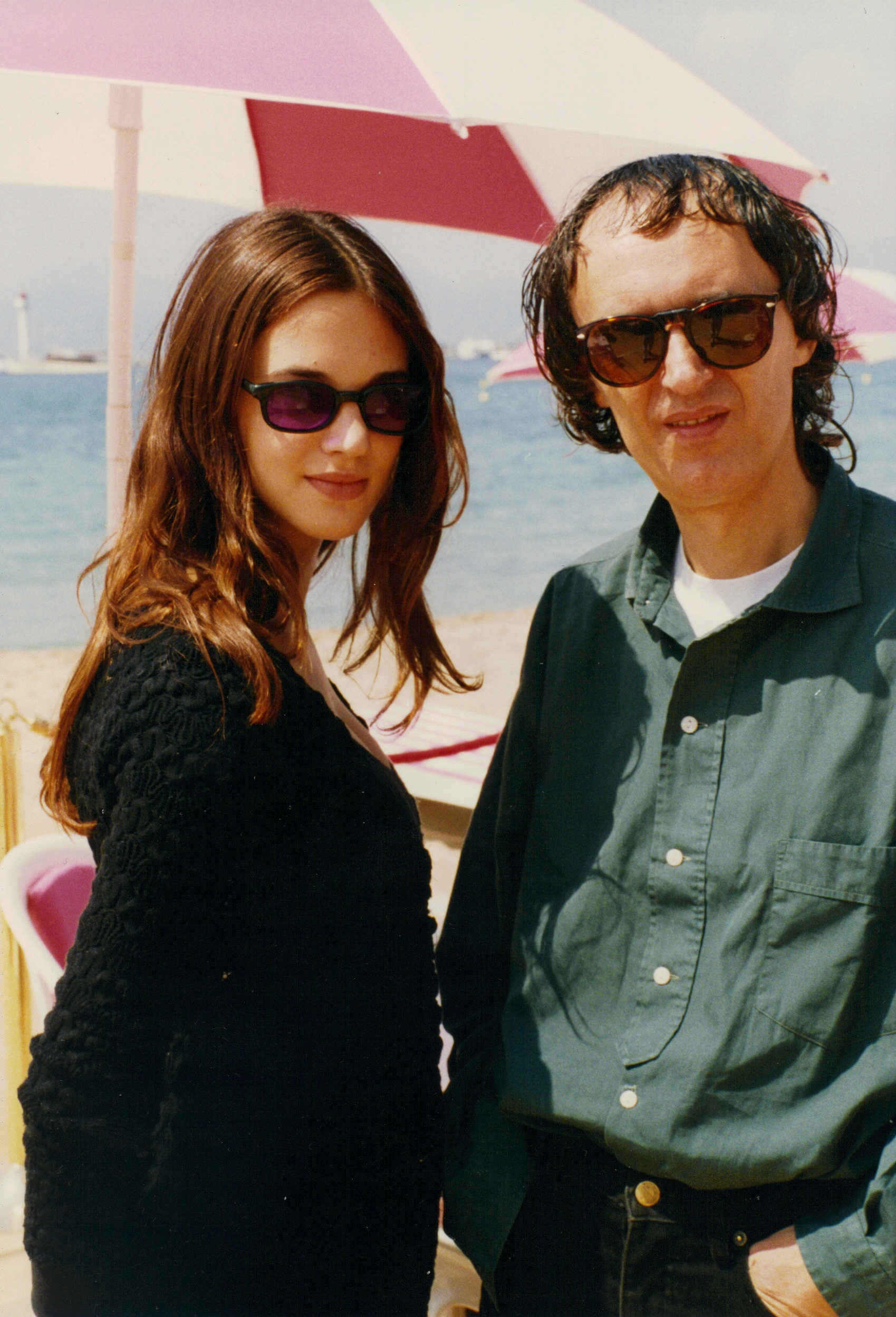
Азия с отцом Дарио Ардженто в 1993 году.

| Год  |    | Русское название            | Оригинальное название                   | Роль                     |
| ---- | -- | --------------------------- | --------------------------------------- | ------------------------ |
| 1985 | с  | Мечты и реальность          | Sogni e bisogni                         | Giada                    |
| 1986 | ф  | Демоны 2                    | Dèmoni 2: L'incubo ritorna              | Ингрид Халлер            |
| 1987 | с  | Очередная ночь              | Turno di notte                          | имя персонажа неизвестно |
| 1989 | ф  | Зоопарк                     | Zoo                                     | Мартина                  |
| 1989 | ф  | Собор                       | La chiesa                               | Лотте                    |
| 1989 | ф  | Красный голубь              | Red Lob                                 | Валентина                |
| 1992 | ф  | Сердечные друзья            | Close Friends                           | Симона                   |
| 1993 | ф  | Приговорённый к браку       | Condannato a nozze                      | Оливия                   |
| 1993 | ф  | Травма                      | Trauma                                  | Аура Петреску            |
| 1994 | ф  | ДеГрадация (Поколение)      | DeGenerazione                           | Лорна                    |
| 1994 | ф  | Не будем больше встречаться | Perdiamoci di vista!                    | Арианна                  |
| 1994 | ф  | Королева Марго              | La reine Margot                         | Шарлотта де Сов          |
| 1995 | ф  | Остатки                     | Il cielo è sempre più blu               | кузина                   |
| 1996 | ф  | Попутчица                   | Compagna di viaggio                     | Кора                     |
| 1996 | ф  | Синдром Стендаля            | The Stendhal Syndrome                   | Анна Манни               |
| 1998 | ф  | Виола целует всех           | Viola bacia tutti                       | Виола                    |
| 1998 | ф  | Отель «Новая роза»          | New Rose Hotel                          | Сэнди                    |
| 1998 | ф  | Би Манки                    | B. Monkey                               | Беатриса                 |
| 1998 | ф  | Призрак Оперы               | The Phantom of the Opera                | Кристина Дае             |
| 1999 | ф  | Твой язык в моём сердце     | La tua lingua sul mio cuore             | имя персонажа неизвестно |
| 2000 | ф  | Пурпурная дива              | Scarlet Diva                            | Анна Баттиста            |
| 2000 | с  | Отверженные                 | Les Misérables                          | Эпонина Тенардье         |
| 2000 | ф  |                             | Loredasia                               | имя персонажа неизвестно |
| 2001 | ф  | Абсент                      | L'assenzio                              | имя персонажа неизвестно |
| 2001 | ф  | Укусы рассвета              | Les Morsures de l'aube                  | Виолен Шарлье            |
| 2002 | ф  | Красная сирена              | La sirène rouge                         | Анита                    |
| 2002 | ф  | Гиностра                    | Ginostra                                | Нун                      |
| 2002 | ф  | Три икса                    | xXx                                     | Елена                    |
| 2004 | ф  | Хранитель                   | The Keeper                              | Джина                    |
| 2004 | ф  | Цыпочки                     | The Heart Is Deceitful Above All Things | Сара                     |
| 2004 | тф | Миледи                      | Milady                                  | Салли ЛаШевр             |
| 2005 | ф  | Последние дни               | Last Days                               | Азия                     |
| 2005 | ф  | Синди: Моя кукла            | Cindy: The Doll Is Mine                 | Синди Шерман / модель    |
| 2005 | ф  | Земля мёртвых               | Land of the Dead                        | Слэк                     |
| 2006 | мф | Страшно живи! Страшно умри! | Live Freaky Die Freaky                  | Эбигейл Фолгер           |
| 2006 | ф  | Мария-Антуанетта            | Marie Antoinette                        | графиня Дюбарри          |
| 2006 | ф  | Трансильвания               | Transylvania                            | Зингарина                |
| 2007 | ф  | Выход на посадку            | Boarding Gate                           | Сандра                   |
| 2007 | ф  | Сказки стриптиз-клуба       | Go Go Tales                             | Монро                    |
| 2007 | ф  | Тайная любовница            | Une vieille maîtresse                   | Веллини                  |
| 2007 | ф  | Мать слёз                   | Mother of Tears                         | Сара Менди               |
| 2008 | ф  | На войне                    | On War                                  | Ума                      |
| 2009 | ф  | Тринадцатый отдел           | Diamond 13                              | Калён                    |
| 2011 | ф  | Промахи                     | Gli sfiorati                            | Беатрис Плана            |
| 2011 | ф  | Поцелуй на счастье          | Baciato dalla fortuna                   | Бетти                    |
| 2011 | ф  |                             | Regular Boy                             | Стейси                   |
| 2012 | ф  | Дракула 3D                  | Dracula 3D                              | Люси                     |
| 2012 | ф  | Баку, я люблю тебя!         | Bakı, mən səni sevirəm!                 | Невеста                  |
| 2013 | ф  | Навязчивые ритмы            | Cadences obstinées                      | Марго                    |
| 2022 | ф  | Тёмные очки                 | Occhiali Neri                           | Диана                    |
| 2023 | ф  | Логово шпиона               | Seule: Les dossiers Silvercloud         | Анна                     |

### Режиссёр
- 2000 — Пурпурная дива / Scarlet Diva
- 2004 — Цыпочки / The Heart Is Deceitful Above All Things
- 2014 — Пойми меня, если сможешь / Misunderstood

### Другие области деятельности
Азия Ардженто дважды выступала в роли певицы. В 2002 году была приглашена французским диджеем и продюсером Дмитрием Тиковой для участия в проекте Trash Palace, вместе с Брайаном Молко, лидером группы Placebo. Они исполнили кавер на песню «Je t’aime… moi non plus» Сержа Генсбура, записанную им в 1969 году совместно с его женой, Джейн Биркин. Однако при записи кавера, согласно концепту альбома, названного «Positions» и трактовавшего XX век как время неоднозначностей и сексуальных перверсий, мужскую партию в песне исполнила Ардженто, а женскую — Молко.
В 2008 году принимала участие в записи альбома Da A ad A — Teoria delle catastrofi своего бывшего партнёра Моргана. В том же году также участвовала в озвучке видеоигры Mirror’s Edge, в которой её голосом говорит главная героиня Фейт Коннорс.
Также являлась членом жюри Каннского фестиваля в 2009 году. В 2013 вышел её альбом Total Entropy (Nuun Records), с которого в том же году был выпущен сингл Indifference, написанный Морганом и исполненный вместе с ним.
Азия Ардженто также выступала в качестве модели для Эрманно Шервино во время весенне-летней кампании 2013 и 2014 годов. В 2015 году приняла участие в шоу талантов канала Rai 1, Forte forte forte, созданного Рафаэллой Карра и Серджо Джапино, в качестве члена жюри.
В 2016 году приняла участие в качестве конкурсантки в одиннадцатом выпуске шоу талантов канала Rai 1, Ballando con le stelle. Её партнёром был Майкл Фонтс. В том же году вела телевизионную передачу Amore criminale.
В мае 2018 года была приглашена в качестве судьи на шоу талантов X Factor, транслировавшемся на Sky. В сентябре того же года, в связи с обвинением в домогательствах, которые Азия Ардженто якобы совершила по отношению к актёру Джимми Беннетту, руководство программы прекратило сотрудничество с ней.
В январе 2019 года дебютировала в качестве модели, приняв участие в парижском показе мод итальянского модельера Антонио Гримальди.
В 2020 году вместе с подругой Верой Джеммой в восьмом выпуске итальянского реалити-шоу Pechino Express. Ардженто покинула проект после второй серии из-за травмы колена.